# Rhizohypnum simorrhynchum
Rhizohypnum simorrhynchum là một loài Rêu trong họ Hypnaceae. Loài này được (Hampe) Herzog miêu tả khoa học đầu tiên năm 1924.